# Campeonato Mundial de Tiro con Arco al Aire Libre de 2021
El LI Campeonato Mundial de Tiro con Arco al Aire Libre se celebró en Yankton (Estados Unidos) entre el 20 y el 26 de septiembre de 2021 bajo la organización de la Federación Internacional de Tiro con Arco (World Archery) y la Federación Estadounidense de Tiro con Arco.
Las competiciones se realizaron en el Centro de Tiro con Arco NFAA Easton de la ciudad estadounidense.

### Masculino
| Evento                             | Oro                                                           | Plata                                                                 | Bronce                                                  |
| ---------------------------------- | ------------------------------------------------------------- | --------------------------------------------------------------------- | ------------------------------------------------------- |
| Arco recurvo ind. (26.09)          | Kim Woo-Jin Corea del Sur                                     | Marcus D'Almeida · Brasil                                             | Brady Ellison Estados Unidos                            |
| Arco recurvo por equipos (24.09)   | Kim Woo-Jin Kim Je-Deok Oh Jin-Hyek Corea del Sur             | Brady Ellison Matthew Nofel Jack Williams Estados Unidos              | Hung Cheng-Hao Wei Chun-Heng Yu Guan-Lin China Taipéi   |
| Arco compuesto ind. (25.09)        | Nico Wiener · Austria                                         | Mike Schloesser · Países Bajos                                        | Robin Jäätma Estonia                                    |
| Arco compuesto por equipos (24.09) | Braden Gellenthien James Lutz Kristofer Schaff Estados Unidos | Miguel Becerra Rivas · Antonio Hidalgo Ibarra · Uriel Olvera · México | Stefan Heincz · Michael Matzner · Nico Wiener · Austria |

### Femenino
| Evento                             | Oro                                                      | Plata                                                        | Bronce                                                           |
| ---------------------------------- | -------------------------------------------------------- | ------------------------------------------------------------ | ---------------------------------------------------------------- |
| Arco recurvo ind. (26.09)          | Jang Min-Hee Corea del Sur                               | Casey Kaufhold Estados Unidos                                | An San Corea del Sur                                             |
| Arco recurvo por equipos (24.09)   | An San Jang Min-Hee Kang Chae-Young Corea del Sur        | Aída Román · Alejandra Valencia · Ana Paula Vázquez · México | Lisa Barbelin Caroline Lopez Mélodie Richard Francia             |
| Arco compuesto ind. (25.09)        | Sara López · Colombia                                    | Jyothi Surekha Vennam India                                  | Andrea Becerra · México                                          |
| Arco compuesto por equipos (24.09) | Sara López · Alejandra Usquiano · Nora Valdez · Colombia | Priya Gurjar Muskan Kirar Jyothi Surekha Vennam India        | Linda Ochoa-Anderson Paige Pearce Makenna Proctor Estados Unidos |

### Mixto
| Evento                             | Oro                                  | Plata                                      | Bronce                                |
| ---------------------------------- | ------------------------------------ | ------------------------------------------ | ------------------------------------- |
| Arco recurvo por equipos (24.09)   | An San Kim Woo-Jin Corea del Sur     | Yelena Osipova · Galsan Bazarzhapov · RAF  | Yasemin Anagöz Mete Gazoz Turquía     |
| Arco compuesto por equipos (24.09) | Sara López · Daniel Muñoz · Colombia | Jyothi Surekha Vennam Abhishek Verma India | Kim Yun-Hee Kim Jong-Ho Corea del Sur |

## Medallero
| Núm. | País           | Oro | Plata | Bronce | Total |
| ---- | -------------- | --- | ----- | ------ | ----- |
| 1    | Corea del Sur  | 5   | 0     | 2      | 7     |
| 2    | Colombia       | 3   | 0     | 0      | 3     |
| 3    | Estados Unidos | 1   | 2     | 2      | 5     |
| 4    | Austria        | 1   | 0     | 1      | 2     |
| 5    | India          | 0   | 3     | 0      | 3     |
| 6    | México         | 0   | 2     | 1      | 3     |
| 7    | Brasil         | 0   | 1     | 0      | 1     |
| 7    | Países Bajos   | 0   | 1     | 0      | 1     |
| 7    | RAF            | 0   | 1     | 0      | 1     |
| 10   | China Taipéi   | 0   | 0     | 1      | 1     |
| 10   | Estonia        | 0   | 0     | 1      | 1     |
| 10   | Francia        | 0   | 0     | 1      | 1     |
| 10   | Turquía        | 0   | 0     | 1      | 1     |
|      | TOTAL          | 10  | 10    | 10     | 30    |

1. 1 2  Debido a la decisión del TAS de diciembre de 2020 de suspender los entes deportivos rusos, el equipo de Rusia participa bajo la denominación «Russian Archery Federation» y las siglas RAF.